# JCSAT-6
JCSAT-6は、JSAT社(現・スカパーJSAT)が打ち上げ、運用している通信衛星。メーカーはヒューズで、1999年2月16日にアリアン2ロケットにより打ち上げられた。